# Nanolachesilla hirundo
Nanolachesilla hirundo är en insektsart som beskrevs av Edward L. Mockford och Sullivan 1986. Nanolachesilla hirundo ingår i släktet Nanolachesilla och familjen kviststövsländor. Inga underarter finns listade i Catalogue of Life.